# Sumerian Cry
Sumerian Cry (česky sumerský nářek) je debutní studiové album švédské kapely Tiamat, která čerstvě změnila název z předchozího Treblinka. Vydáno bylo v roce 1990 hudebním vydavatelstvím CMFT Productions, nahráno ve stockholmském studiu Sunlight Studio. Náleží do první vlny švédských čistě death metalových alb ze začátku 90. let. 20. století. Dočkalo se dalších vydání.

## Seznam skladeb
1. "Sumerian Cry, Pt. 1" – 0:57
2. "In the Shrines of the Kingly Dead" – 4:09
3. "The Malicious Paradise" – 4:28
4. "Necrophagous Shadows" – 4:35
5. "Apothesis of Morbidity" – 6:05
6. "Nocturnal Funeral" – 4:05
7. "Altar Flame" – 4:30
8. "Evilized" – 5:00
9. "Where the Serpents Ever Dwell/Outro: Sumerian Cry, Pt. 2" – 6:08
10. "The Sign of the Pentagram" (bonusová skladba na CD) – 3:54

## Sestava
- Johan Edlund (jako Hellslaughter) – kytara, vokály
- Stefan Lagergren (jako Emetic) – kytara
- Jörgen Thullberg (jako Juck) – baskytara
- Anders Holmberg (jako Najse) – bicí